# Daniel Chorzempa
Daniel Walter Chorzempa (ur. 7 grudnia 1944 w Minneapolis, zm. 25 marca 2023 we Florencji) – amerykański kompozytor, organista, pianista, klawesynista i dyrygent.

## Życiorys
W latach 1955–1965 studiował na University of Minnesota w Minneapolis, gdzie w 1971 roku uzyskał doktorat na podstawie pracy Julius Reubke: Life and Works. Następnie kształcił się w Hochschule für Musik w Kolonii. Odbył ponadto kurs gry na organach i klawesynie u Gustava Leonhardta, kompozycji u Herberta Eimerta i dyrygentury u Volkera Wagenheima.
Od 1970 roku był członkiem kolońskiego Studio für Elektronische Musik, gdzie tworzył muzykę elektroniczną. W 1969 roku debiutował jako pianista w Berlinie i Hamburgu, później występował w Londynie. W 1970 roku wystąpił wraz z New Philharmonia Orchestra pod batutą Johna Pritcharda. W 1980 roku zadebiutował jako dyrygent. W 1995 roku uzyskał obywatelstwo austriackie.
Występował jako organista z szerokim repertuarem obejmującym dzieła od utworów barokowych po muzykę współczesną, dla wytwórni Philips Records nagrał płyty z utworami organowymi J.S. Bacha, W.A. Mozarta i Ferenca Liszta.